# Бахр-эль-газальский австралопитек
Бахр-эль-газальский австралопитек (лат. Australopithecus bahrelghazali) — предположительно, самостоятельный вид австралопитека, семейство гоминидов, живший около через 3,0—3,5 миллионов лет .

## Находка
Это самая западная находка австралопитека. Обнаружена в 1995 году французским палеонтологом Мишелем Бруне в местонахождении Коро Торо на территории древнего речного русла Бахр-эль-Газаль на юге административного региона Борку в Чаде. Она представляет собой верхнюю челюсть с семью зубами.
Поскольку ранее останки австралопитеков обнаруживались только в Восточной и Южной Африке, данная находка стала свидетельством довольного широкого распространения рода.

## Сомнения в видовом статусе
Многие антропологи предполагают, что бахр-эль-газальский австралопитек не является самостоятельным видом. Они причисляют его к Australopithecus afarensis из-за схожести найденного материала. Но есть и различия: малые коренные зубы у A. bahrelghazali имеют по три корня, а у A. afarensis — два или один.